# АКМ (хоккейный клуб)
«АКМ» — российская команда по хоккею с шайбой из города Тулы. С 2021 года выступает в ВХЛ.

## История

### Создание команды
Команда была создана в 2021 году в структуре тульской «Академии хоккея имени Б. П. Михайлова», действующей с ноября 2018 года. До этого академия была представлена в НМХЛ (2018—2020) и МХЛ (2020—2021).
О создании в Туле команды ВХЛ пресс-служба академии сообщила 30 октября 2020 года, отметив, что выступление в Высшей лиге станет возможным благодаря поддержке губернатора Алексея Дюмина и генерального спонсора компании «Полипласт».
Появление команды ВХЛ позволило выстроить в академии вертикаль, в которую также входят «Академия Михайлова» из МХЛ и команда из Новомосковска, которая будет играть в НМХЛ.
Название АКМ — сокращение от словосочетания «Академия Михайлова», которое в предыдущем сезоне активно использовали болельщики команды в МХЛ. Клубный гимн также называется «Мы АКМ».
Генеральным менеджером АКМ стал Юрий Кузнецов, который в 2018—2020 годах тренировал новомосковский НХК и «Академию Михайлова» в НМХЛ, а в конце сезона-2020/21 — «Академию Михайлова» в МХЛ.
Главным тренером был назначен Алексей Ждахин, до последнего времени работавший с «Торпедо» из Усть-Каменогорска.
Партнёром команды стало нижегородское «Торпедо». Благодаря договору, подписанному между двумя клубами, до десяти хоккеистов «Торпедо», не получающих достаточной игровой практики, смогут играть за АКМ.

### Сезон-2021/22
АКМ провёл интенсивную селекцию, с декабря 2020 года просмотрев около 300 хоккеистов. В состав вошли 11 игроков с опытом выступлений в КХЛ: вратари Дмитрий Мильчаков, Тимур Шиянов, защитники Кирилл Меляков, Яков Селезнёв, Роман Кудинов, нападающие Дмитрий Бойчук, Максим Лазарев, Никита Сироткин, Сергей Смуров, Филипп Толузаков, Илья Литвинов.
Перед командой стояла задача попасть в плей-офф ВХЛ.
28 июля 2021 года АКМ провёл в Чехове первый матч в истории команды, в котором проиграл воронежскому «Бурану» — 2:3 в серии штрафных бросков. Первую шайбу забросил Максим Лазарев.
14 января 2022 года Алексей Ждахин был отправлен в отставку с поста главного тренера. К этому моменту АКМ занимал 18-е место, отставая на 4 очка от зоны плей-офф. Новым главным тренером назначили Дмитрия Евстигнеева, в начале сезона работавшего главным тренером новомосковской «Академии Михайлова — Юниор», выступающей в НМХЛ.
По итогам регулярного этапа АКМ, набрав 53 очка в 52 матчах, занял 17-е место и не попал в плей-офф. 16 февраля Евстигнеев возглавил «Академию Михайлова», и на следующий день в последнем матче сезона против нефтекамского «Тороса» командой в качестве исполняющего обязанности главного тренера руководил Михаил Комаров.
6 апреля 2022 года главным тренером АКМ был назначен казахстанец Дмитрий Крамаренко, до последнего времени занимавший пост наставника «Сахалинских акул».

### Сезон-2022/23
22 октября после домашнего поражения от воскресенского «Химика» (0:5) был отправлен в отставку Дмитрий Крамаренко. Исполняющим обязанности главного тренера был назначен его ассистент Дмитрий Евстигнеев, однако уже 28 октября АКМ назначил главным тренером Олега Горбенко.
По итогам регулярного этапа АКМ, набрав 60 очков в 50 матчах, занял 11-е место и впервые в истории попал в плей-офф. В 1/8 финала туляки победили тольяттинскую «Ладу» (4:3 в серии), а в 1/4 финала уступили тюменскому «Рубину» (3:4 в серии), показав высший результат в истории.
По итогам сезона нападающий Евгений Рымарев вошёл в состав сборной Казахстана и играл на чемпионате мира, нападающие Глеб Петров и Владислав Рыбаков в составе сборной России среди игроков до 25 лет участвовали в её майском турне по России, Белоруссии и Казахстану.
3 мая АКМ сообщил об отставке Олега Горбенко с поста главного тренера, а 5 мая — о назначении на этот пост Сергея Решетникова, до последнего времени тренировавшего новокузнецкий «Металлург».

### Сезон-2023/24

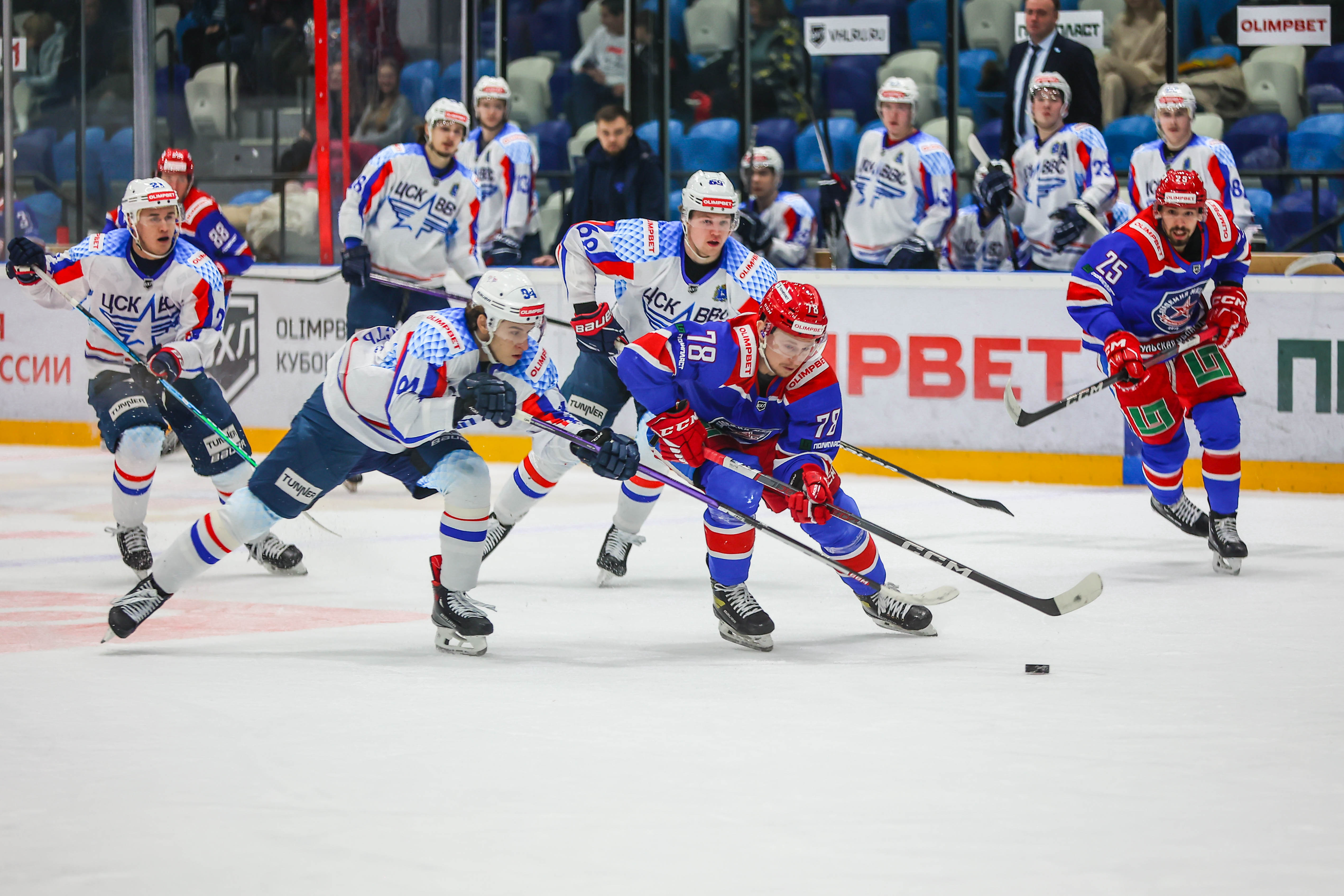
Матч «АКМ» против ЦСК ВВС в рамках Всероссийской хоккейной лиги сезона 2023/2024

По итогам регулярного чемпионата АКМ, набрав 82 очка в 56 играх, занял 4-е место в таблице и второй раз подряд вышел в плей-офф.
2 марта 2024 года АКМ в пятом матче 1/8 финала Кубка Петрова победил дома нефтекамский «Торос» — 6:3 и вышел в четвертьфинал.
12 марта АКМ установил рекорд плей-офф ВХЛ по скорости забрасывания двух шайб подряд. Во втором матче четвертьфинала Кубка Петрова против петербургского «СКА-Невы» (6:2) Даниил Аноп и Илья Шипов забросили шайбы с разницей в 8 секунд.
16 марта АКМ впервые в истории вышел в полуфинал Кубка Петрова, выиграв матч у «СКА-Невы» со счетом 1:0.
11 апреля АКМ вышел в финал Кубка Петрова, выиграв матч у «Югры» со счётом 4:3.

### Сезон-2024/25
Перед сезоном 2024/25 была создана третья молодёжная команда АКМ «АКМ-Новомосковск», ставшая выступать в восточной конференции МХЛ.

## Статистика выступлений
И — количество проведенных игр, В — выигрыши в основное время, ВО — выигрыши в овертайме, ВБ — выигрыши в послематчевых буллитах, ПО — проигрыши в овертайме, ПБ — проигрыши в послематчевых буллитах, П — проигрыши в основное время, О — количество набранных очков, Ш — соотношение забитых и пропущенных голов, М — место по результатам регулярного сезона.
Регулярный этап
| Сезон   | Лига | И  | В  | ВО | ВБ | ПБ | ПО | П  | Ш       | О  | М  |
| ------- | ---- | -- | -- | -- | -- | -- | -- | -- | ------- | -- | -- |
| 2021/22 | ВХЛ  | 52 | 23 | 1  | 1  | 2  | 0  | 24 | 144-147 | 33 | 17 |
| 2022/23 | ВХЛ  | 50 | 18 | 7  | 2  | 1  | 5  | 17 | 148-140 | 60 | 11 |
| 2023/24 | ВХЛ  | 56 | 35 | 3  | 1  | 3  | 1  | 13 | 162-95  | 82 | 4  |

Плей-офф
| Сезон   | Лига | И  | В | ВО | ВБ | ПБ | ПО | П | Ш     | Итог                                                    |
| ------- | ---- | -- | - | -- | -- | -- | -- | - | ----- | ------------------------------------------------------- |
| 2021/22 | ВХЛ  | —  | — | —  | —  | —  | —  | — | —     | Не попали                                               |
| 2022/23 | ВХЛ  | 14 | 4 | 3  | 0  | 0  | 0  | 7 | 33-34 | Проиграли в четвертьфинале: «Лада» — 4:3, «Рубин» — 3:4 |

## Главные тренеры
- 30 апреля 2021 — 14 января 2022 — Алексей Ждахин
- 14 января 2022 — 16 февраля 2022 — Дмитрий Евстигнеев
- 17 февраля 2022 — Михаил Комаров (и. о.)
- 6 апреля 2022 — 22 октября 2022 — Дмитрий Крамаренко
- 22 октября 2022 — 28 октября 2022 — Дмитрий Евстигнеев (и. о.)
- 28 октября 2022 — 3 мая 2023 — Олег Горбенко
- 5 мая 2023 — 30 апреля 2024 — Сергей Решетников
- 1 мая 2024 — 3 декабря 2024 — Олег Горбенко
- 3 декабря 2024 — 13 января 2025 — Сергей Решетников
- C 13 января 2025 — Ирек Галявиев